# Gurgy-le-Château
Gurgy-le-Château is een gemeente in het Franse departement Côte-d'Or (regio Bourgogne-Franche-Comté) en telt 50 inwoners (2009). De plaats maakt deel uit van het arrondissement Montbard.

## Geografie
De oppervlakte van Gurgy-le-Château bedraagt 17,0 km², de bevolkingsdichtheid is dus 2,9 inwoners per km².
De onderstaande kaart toont de ligging van Gurgy-le-Château met de belangrijkste infrastructuur en aangrenzende gemeenten.

## Demografie
Onderstaande figuur toont het verloop van het inwonertal (bron: INSEE-tellingen).

1. ↑  Populations de référence 2022.